# QuinRose
QuinRose（クインロゼ）は株式会社アートムーヴが立ち上げた恋愛アドベンチャーゲームブランド。代表作は『アラビアンズ・ロスト』、『クリムゾン・エンパイア〜Circumstance to serve a noble〜』、『ハートの国のアリス』シリーズ（厳密には別レーベルの「QuinRose UnderGarden」の製作物。ただしスタッフは同じ）。主なシナリオライターは五月攻。
我が強く、世をひねていたり、一般的な道徳観念・倫理観から外れたところがある屈折した性格の少女が主人公である事が多い。
また、自社でサウンドトラックや、ドラマCDの製作・販売も行っていたことでも知られていた。 
2010年から他メーカー作品のPlayStation Portable移植もリリースしている。

## 事業停止と復活
2015年9月25日 運営・開発会社である（株）アートムーヴが事業を停止した。2016年2月末に公式サイト閉鎖。問い合わせやサポートも終了。その後は五月攻の個人サイトにて楽曲やシナリオの一部が公開されている。
2019年6月1日のオトメイトパーティーにて、オトメイトの新ブランド「QuinRose_Reborn」として復活。そしてその第一弾タイトルとして「スペードの国のアリス ～Wonderful White World～」「スペードの国のアリス ～Wonderful Black World～」がNintendo Switchで発売されることが決定し、アリスシリーズが復活することとなった。

## 発売ゲーム一覧

### 自社オリジナルゲーム

#### PCゲーム（WIN）
- 2005年 9月 2日 - 魔法使いとご主人様 〜Wizard and The Master〜
- 2006年 8月10日 - アラビアンズ・ロスト〜The engagement on desert〜
- 2007年 2月14日 - ハートの国のアリス〜Wonderful Wonder World〜
- 2007年12月25日 - クローバーの国のアリス〜Wonderful Wonder World〜
- 2008年12月13日 - クリムゾン・エンパイア〜Circumstance to serve a noble〜
- 2009年 8月08日 - クリムゾン・ロワイヤル〜Circumstance to serve a noble〜
- 2009年10月31日 - ジョーカーの国のアリス〜Wonderful Wonder World〜
- 2010年 3月14日 - アニバーサリーの国のアリス〜Wonderful Wonder World〜
- 2010年 7月31日 - 魔法使いとご主人様 New Ground 〜Wizard and The Master〜

#### PS2ゲーム
- 2007年10月11日 - アラビアンズ・ロスト〜The engagement on desert〜（販売元：プロトタイプ　PS2版）
- 2008年9月18日 - ハートの国のアリス〜Wonderful Wonder World〜（販売元：プロトタイプ　PS2版）
- 2010年4月15日 - クローバーの国のアリス〜Wonderful Wonder World〜（販売元：プロトタイプ　PS2版）
- 2010年12月16日 - クリムゾン・エンパイア〜Circumstance to serve a noble〜（PS2版）

#### Nintendo DSゲーム
- 2009年9月10日 - アラビアンズ・ロスト〜The engagement on desert〜（販売元：プロトタイプ　DS版）

#### PSPゲーム
- 2011年
  - 3月31日 - クローバーの国のアリス〜Wonderful Wonder World〜（PSP版）
  - 6月23日 - マザーグースの秘密の館 Nursery Rhymes for you
  - 7月28日 - ハートの国のアリス・アニバーサリーVer.〜Wonderful Wonder World〜
  - 8月25日 - クリムゾン・エンパイア〜Circumstance to serve a noble〜（PSP版）
  - 10月06日 - お菓子な島のピーターパン 〜Sweet Never Land〜
  - 10月27日 - ジョーカーの国のアリス〜Wonderful Wonder World〜（PSP版）
  - 11月17日 - マザーグースの秘密の館 ～BLUE LABEL～
  - 11月23日 - 魔法使いとご主人様 New Ground 〜Wizard and The Master〜（PSP版）
  - 12月22日 - おもちゃ箱の国のアリス〜Wonderful Wonder World〜

- 2012年
  - 2月23日 - 12時の鐘とシンデレラ〜Halloween Wedding〜
  - 3月29日 - 逢魔時〜怪談ロマンス〜
  - 6月28日 - アラビアンズ・ロスト〜The engagement on desert〜（PSP版）
  - 7月26日 - グリム・ザ・バウンティハンター
  - 9月20日 - 24時の鐘とシンデレラ〜Halloween Wedding〜
  - 10月25日 - 百鬼夜行〜怪談ロマンス〜
  - 11月29日 - スクール・ウォーズ
  - 12月20日 - ダイヤの国のアリス〜Wonderful Wonder World〜

- 2013年
  - 1月31日 - 黄昏時〜怪談ロマンス〜
  - 3月28日 - 死神稼業〜怪談ロマンス〜
  - 5月23日 - 0時の鐘とシンデレラ〜Halloween Wedding〜
  - 6月27日 - スクール・ウォーズ〜卒業戦線〜
  - 7月25日 - ダイヤの国のアリス〜Wonderful Mirror World〜
  - 8月22日 - ロミオVSジュリエット
  - 9月26日 - 百物語〜怪談ロマンス〜
  - 10月31日 - 新装版ハートの国のアリス〜Wonderful Wonder World〜
  - 11月14日 - 死神所業〜怪談ロマンス〜
  - 12月19日 - 大正鬼譚

- 2014年
  - 1月30日 - アラビアンズ・ダウト〜The engagement on desert〜
  - 2月27日 - 里見八犬伝 八珠之記
  - 3月27日 - ロミオ＆ジュリエット
  - 4月24日 - 黒雪姫〜スノウ・ブラック〜
  - 5月29日 - ハートの国のアリス～Wonderful Twin World～
  - 6月26日 - BLACK CODE ブラック・コード
  - 7月31日 - 魔女王
  - 9月25日 - 里見八犬伝 浜路姫之記
  - 10月30日 - 大正鬼譚～言ノ葉櫻～
  - 11月20日 - マーメイド・ゴシック
  - 12月4日 - 黒雪姫〜スノウ・マジック〜
  - 12月18日 - 新装版クローバーの国のアリス～Wonderful Wonder World～

- 2015年
  - 1月22日 - 里見八犬伝 村雨丸之記

#### PS Vitaゲーム
- 2015 年
  - 3月26日 - 新装版 お菓子な島のピーターパン 〜Sweet Never Land〜
  - 4月23日 - 新装版クリムゾン・エンパイア〜Circumstance to serve a noble〜
  - 5月21日 - 12時の鐘とシンデレラ　シンデレラシリーズ・トリプル全巻パック
  - 6月18日 - 新装版　魔法使いとご主人様 〜Wizard and The Master〜
  - 6月25日 - スクール・ウォーズ～全巻パック　本編＆卒業戦線～
  - 7月30日 - 新装版ハートの国のアリス～Wonderful Wonder World～（PS Vita版）
  - 8月20日 - ロミオVSジュリエット　全巻パック
  - 9月17日 - 源氏恋絵巻
  - 10月22日 - 新装版 魔女王（発売中止）
  - 10月29日 - ハートの国のアリス〜Wonderful Twin World〜（PS Vita版）（発売中止）
  - 11月26日 - 新装版 BLACK CODE ブラック・コード（発売中止）
  - 12月24日 - 新装版クリムゾン・ロワイヤル〜Circumstance to serve a noble〜（発売中止）
- 2016年
  - - 真夜中デイト～人狼ゲーム～（発売中止）

#### PS Vitaゲーム（ダウンロード対応）
主にPS VitaでもプレイができるPSPタイトルなど。ソニーでのダウンロード販売は現在停止。

#### スマートフォンゲームアプリ
- 2014年3月13日 - ハートの国のアリス～Wonderful Wonder World～（iOS対応）
- 2014年5月2日 - ハートの国のアリス～Wonderful Wonder World～（Android対応）

### 他メーカー作品移植
- 2010年12月22日 - 薔薇ノ木ニ薔薇ノ花咲ク（PSP版）
- 2011年4月28日 - あさき、ゆめみし（PSP版）
- 2011年5月26日 - いざ、出陣！恋戦（PSP版）
- 2012年5月31日 - アブナイ★恋の捜査室（PSP版）
- 2016年 - あさき、ゆめみし　全巻パック（PS Vita版）（発売中止）

## 音楽

### ベスト盤ボーカル曲集
- 2013年よりQuinRoseベスト盤ボーカル曲集CDを順次リリースしている。メインスタッフの手がけた関連ボーカル曲をすべて収録した自社レーベルアルバム作品。
- 発売日の前にQuinRoseとして公式出展するイベントがある場合、会場限定（およびイベント先行事前メーカー通販）で先行販売されることが多い。
- VOL.01～03、VOL.04～06、VOL.07～09をメーカー通販で3枚同時購入するとメーカー通販限定・BGMベストCDが特典で付いてくる。

|        | タイトル                                      | リリース日     | 先行販売情報                                             |
| ------ | --------------------------------------------- | -------------- | -------------------------------------------------------- |
| VOL.01 | QuinRose Best ～ボーカル曲集・2007-2009 I～   | 2013年3月28日  |                                                          |
| VOL.02 | QuinRose Best ～ボーカル曲集・2007-2009 II～  | 2013年3月28日  |                                                          |
| VOL.03 | QuinRose Best ～ボーカル曲集・2007-2009 III～ | 2013年3月28日  |                                                          |
| VOL.04 | QuinRose Best ～ボーカル曲集・2007-2009 IV～  | 2013年4月25日  |                                                          |
| VOL.05 | QuinRose Best ～ボーカル曲集・2009-2012 I～   | 2013年4月25日  |                                                          |
| VOL.06 | QuinRose Best ～ボーカル曲集・2009-2012 II～  | 2013年4月25日  |                                                          |
| VOL.07 | QuinRose Best ～ボーカル曲集・2009-2012 III～ | 2013年5月23日  | SUPER COMIC CITY 22（2013年5月3・4日）                   |
| VOL.08 | QuinRose Best ～ボーカル曲集・2009-2012 IV～  | 2013年5月23日  | SUPER COMIC CITY 22（2013年5月3・4日）                   |
| VOL.09 | QuinRose Best ～ボーカル曲集・2012-2013 I～   | 2013年5月23日  | SUPER COMIC CITY 22（2013年5月3・4日）                   |
| VOL.10 | QuinRose Best ～ボーカル曲集・2012-2013 II～  | 2013年12月19日 | アニメイトガールズフェスティバル2013（2013年11月2・3日） |
| VOL.11 | QuinRose Best ～ボーカル曲集・2013-2014 I～   | 2014年12月18日 | アニメイトガールズフェスティバル2014（2014年11月8・9日） |

収録曲

## スタッフ
- プロデューサー：五月攻
- 音楽：鞠